# 中国民主建国会河北省委员会
中国民主建国会河北省委员会，简称民建河北省委、河北民建，是中国民主建国会在河北省的地方组织。